# Josef Nikola
Josef Nikola oder Joseph Nikola (Pseudonym: N. J. Kola; * 14. Jänner 1816 in Wien; † 9. Oktober 1892 ebenda) war ein österreichischer Politiker und Schriftsteller.

## Leben
Nikola absolvierte das Gymnasium und übernahm 1840 ein Kaffeehaus in der Mariahilfer Hauptstraße. 1847 wechselte er mit seinem Kaffeehaus in die Färbergasse. 1842 tritt er als Oberleutnant des 2. Wiener Bürgerregiments auf, 1848 als Hauptmann der Nationalgarde, der er bis zur Auflösung angehörte. Zur Zeit der Revolutionen 1848/1849 war er Verfechter der demokratischen Strömung. Zudem begann er in dieser Zeit seine schriftstellerische Arbeit, wobei seine Stücke mehrmals in Österreich und im Ausland zur Aufführung kamen.
Nikola wurde für 1861 bis 1872 und wieder für 1877 bis 1890 in den Wiener Gemeinderat gewählt. 1868 gründete er den Verein für Fortschrittsfreunde, der als erster politischer Verein Wiens gilt, und war außerdem Mitglied des Presseclubs Concordia. Ab 1870 vertrat er auch die Innere Stadt im Landtag von Niederösterreich und ab 1878 außerdem als Mitglied des Landesausschusses von Niederösterreich. Er setzte sich als Politiker insbesondere für die Armenpflege ein, so wurden unter ihm ein Obdachlosenasyl in Wien sowie ein zugehöriger Asylverein gegründet oder die Waisenunterstützung verbessert.
Nikola war zunehmend kränklich geworden und starb schließlich an einem Herzschlag. Er wurde unter großer Anteilnahme am 12. Oktober 1892 auf dem Wiener Zentralfriedhof im Grab Gruppe 23, Reihe 2, Nummer 51 beigesetzt.

## Ehrungen
- Doppelt große goldene Salvatormedaille der Stadt Wien
- Goldenes Verdienstkreuz mit der Krone
- Ritter des Franz-Joseph-Ordens
- Titel Kaiserlicher Rat

## Werke (Auswahl)
- Eine Alpenblume, Wien 1847.
- Ein vierstockhohes Haus, Wien 1847.
- Verschwender aus Geiz, Wien 1849.
- Ein Sohn aus dem Volke, Wien 1849.
- Die Steinbrüderln, Wien 1849.
- Rosenzauber, Wien 1851.
- Einer von der Feuerwehr, Wien 1876.
- Wer ist der Papa? Wien 1877.